# Selfkant
Selfkant är en kommun i Kreis Heinsberg i Regierungsbezirk Köln i förbundslandet Nordrhein-Westfalen i Tyskland. Kommunen bildades 1 juli 1969 genom sammanslagning av kommunerna Havert, Hillensberg, Höngen, Millen, Saeffelen, Süsterseel, Tüddern och Wehr.